# Oryzomys buccinatus
Oryzomys buccinatus é uma espécie de roedor da família Cricetidae.
Pode ser encontrada nos seguintes países: Argentina e Paraguai.